# Pasadena Park
Pasadena Park è un villaggio degli Stati Uniti d'America, situato nello Stato del Missouri, nella contea di St. Louis.